# Нахичеванска автономна съветска социалистическа република
Нахичеванската АССР (съкратено от Нахичеванска автономна съветска социалистическа република; на азербайджански: Нахчыван Мухтар Совет Сосјалист Республикасы) е била автономна република в състава на Съветския съюз. Създадена е на 9 февруари 1924 г.
Територията ѝ е 5500 кв. км. с население 278 000 души. Съотношението градско/селско население е съответно 76 000 към 202 000 души. Нахичеванската АССР е наградена с орден „Ленин“ (1967), орден „Дружба на народите“ (1972) и орден „Октомврийска революция“ (1974). Наследена е от Нахичеванска автономна република в състава на Азербейджан.

## Население
Националният състав на републиката е следният (по данни от 1979):
- азербайджанци – 230 000
- руснаци – 4000
- арменци – 3000 и други